# Pla sonor
El pla sonor, segons la comunicació audiovisual i expressió sonora, determina la situació, ja sigui temporal, física o d'intenció dels diferents sons.

## Tipus
Hi ha quatre tipus de plans sonors:
1. Plans espacials de narració: Denoten el lloc on es produeix l'acció i els canvis que l'afecten. Per exemple, que se senti el vent indica que és un so captat en exteriors, el piular dels ocells, pot situar-nos davant d'una imatge sonora campestre, etc.
2. Plans temporals de narració: Un so pot situar una determinada acció en el temps (passat, present, futur), fins i tot, temporalitat (temps no definit) i atemporalitat (fora del temps). Per exemple, en les ambientacions futuristes gairebé sempre es recorre a músiques i efectes sonors electrònics.
3. Plans d'intenció: Com el seu propi nom indica, tanquen una intencionalitat concreta, és a dir, vol remarcar alguna cosa. Els plans d'intenció, normalment, solen situar a l'oient davant d'una introspecció: incursió en el son o la fantasia, etc. Per exemple, en molts dramàtics (en l'època en què encara no hi havia televisió i la gent estava enganxada a la radionovel·la), per a indicar que un determinat personatge se submergia en una recreació onírica; s'utilitzava un desvaniment del so i algun efecte (unes campanetes o un cascavell). Quan el somni s'havia acabat, el so tornava a desvanir-se i s'escoltava el personatge/actor estirant-se.
4. Plans de presència: Indiquen la distància aparent (de proximitat o llunyania) del so respecte a l'oient, situant a aquest en el que s'anomena pla principal. La distància entre la "suposada" font sonora i l'oient s'estableixen quatre esglaons:
  1. Primer pla: La font sonora està prop de l'oient. Alguns autors també anomenen al primer pla pla íntim o primeríssim pla per a expressar la seva força dramàtica.
  2. Pla mitjà, mig o normal: Situa, en profunditat sobre un pla imaginari, la font sonora a una distància prudent de l'oient. D'aquesta manera, el so resultant es percebrà com a proper a l'oient. És a dir, la font està a prop del pla principal, encara que no en ell.
  3. Pla llunyà o general: Situa la font sonora a certa distància de l'oient, creant per tant, gran sensació de profunditat.
  4. Pla de fons o segon pla: És un pla sonor generat per diversos sons, distribuïts de manera que uns sonen sempre en la llunyania, respecte a altres situats en primer terme, per això, es diu també pla de fons. El segon pla accentua la sensació de profunditat respecte al pla general.